# Liva Weel
Liva Weel, eigentlich Olivia Marie Olsen (* 31. Dezember 1897 in Kopenhagen; † 22. Mai 1952 ebenda) war eine dänische Sängerin und Schauspielerin.

## Leben und Werk
Liva Weel wuchs als Tochter des Privatdetektiv Martin Olsen (1867–1931) und dessen Frau Christine Josephine Petersen (1873–1920) in Kopenhagen auf. Sie erhielt ab ihrem 17. Lebensjahr eine klassische Gesangsausbildung bei der Opernsängerin und Musikpädagogin Hedevig Quiding (1867–1936). Ihr erster Auftritt als Sängerin fand im Jahr 1917 statt. Weel war als Opernsängerin viele Jahre lang am Königlichen Theater Kopenhagen als festes Ensemblemitglied engagiert. Sie trat aber auch am Odense Teater und am Folketeatret auf. Ende der 1920er-Jahre lernte sie den Autor Poul Henningsen kennen, der ihre Karriere maßgeblich beeinflusste und fortan viele Lieder für sie komponierte. Als Schauspielerin stand Weel von 1923 bis 1950 in 18 Film-und-Fernsehproduktionen vor der Kamera. Im Jahr 1942 erhielt sie den Teaterpokalen.
In erster Ehe war sie von 1921 bis 1927 mit dem Regisseur und Schauspieler Arne Weel verheiratet. Aus der Ehe ging der Sohn Jørgen Weel hervor. Sie hatte Beziehungen mit dem Schauspieler Johannes Meyer und dem niederländischen Pianist Hans Kauffmann (1894–1980). In zweiter Ehe war sie ab Juli 1933 mit dem Tischler Fritz Hueg (1905–1971) verheiratet. Die Ehe wurde später wieder geschieden, beide blieben aber befreundet. Liva Weel starb am 22. Mai 1952 im Alter von 54 Jahren in Kopenhagen, wo sie zeitlebens wohnte. Ihre Grabstätte befindet sich auf dem Vestre Kirkegård.
Im Jahr 1992 wurde ihr Leben und Schaffen verfilmt. In dem vierteiligen Film Call Me Liva (Originaltitel: Kald Mig Liva) wurde Weel von der Schauspielerin und Sängerin Ulla Henningsen dargestellt.

## Filmografie (Auswahl)
- 1923: Livets Karneval
- 1932: Odds 777
- 1933: De blaa drenge
- 1937: Cocktail
- 1938: Under byens tage
- 1950: Smedestraede 4